# アトロリシンC
アトロリシンC(Atrolysin C、EC 3.4.24.42)は、酵素である。この酵素は、インスリンB鎖のHis5-Leu、His10-Leu、Ala14-Leu、Tyr16-Leu、Gly23-Phe結合を切断する反応を触媒する。これは、アトロリシンBと同じ切断パターンである。また小さな基質では、P2'位の疎水性残基やP1位のアラニン、グリシン等の小さな残基を選択的に切断する。
このエンドペプチダーゼは、ニシダイヤガラガラヘビの毒に含まれる。